# Чичинадзе, Давид Алексеевич
Давид Алексеевич Чичинадзе — советский хозяйственный, государственный и политический деятель.

## Биография
Родился в 1902 году в Тбилиси. Член ВКП(б).
С 1930 года - на хозяйственной, общественной и политической работе. В 1930-1958 гг. — кузнец Тбилисского паровозовагоноремонтного завода им. Сталина, организатор стахановского движения среди рабочих завода, директор Тбилисского локомотивного депо, председатель Исполнительного комитета Ленинского районного Совета города Тбилиси.
Избирался депутатом Верховного Совета СССР 1-го, 2-го, 3-го, 4-го созывов. Член ЦК КП(б) Грузии.